# Свети Йоан Богослов (Карнобат)
„Свети Йоан Богослов“ е българска православна църква в град Карнобат, България.

## История
Сградата на църковния храм в Карнобат е построена през 1880 година върху площ от около 434 m².

## Свещеници
Най-ранните сведения за енорийски свещеник, при храм „Св. Йоан Богослов“ са за Панайот Станчев. В саморъчно попълнените от него през 1897 и 1903 г. формуляри с биографични данни е видно, че е роден в Карнобат на 15 август 1847 г. Учи в родния си град и Сливен до трети клас. 22 години, от 1918 до 1930 г., енорийски свещеник в Карнобат е Христо Новачков от Ямбол, учил богословие в Русия. Протойерей Иван Шишков завършва Одринското екзархийско духовно училище. От 1901 г. е енорийски свещеник и архиерейски наместник в Македония. През 1920 г., като бежанец, временно е назначен за свещеник в Карнобат, където остава до 1924 г. От 1924 г. до 1944 г. протойерей Панайот Г. Стоянов, роден в Одрин, е енорийски свещеник в Карнобат. Той завършва Софийската духовна семинария. Руският бежанец протойерей Димитър Трухманов служи в карнобатска енория от 1926 до 1928 г. През 1928 г. за енорийски свещеник в града е ръкоположен Васил Д. Калоянчев. Дякон Андрей Ст. Андреев от Бургас, учил в Пловдивската духовна семинария и в православния богословски факултет във Варшава, Полша, е избран за енорийски свещеник през 1940 г. Бъдещите свещеници в Карнобат Георги Димитров и Иван Филипов за участие в Сръбско-българската война са наградени с медали, Свещеник Христо Димитров по време на Първата световна война служи като военен свещеник.

## Иконостас
Иконостасът е струвал 15 000 лева и е дело на фамилията Филипови от Дебърската художествена школа, начело с Йосиф Филипов, подпомогнат от Нестор Алексиев.
В църквата в 1907 тодина заедно с племенника си Серафим работи дебърският зограф Христо Благоев.